# Бальд
Бальд или Бальдо из рода де Убальдис (лат. Baldus de Ubaldis; итал. Baldo degli Ubaldi; 2 октября 1327 года, Перуджа — 28 апреля 1400 года, Павия) — итальянский средневековый юрист, представитель школы постглоссаторов. Считался большим авторитетом как в римском, так и в каноническом праве, хотя и не достиг славы своего учителя Бартоло (1313—1357).

## Биография
Принадлежал к знатному роду де Убальдис, давшему целый ряд видных юристов и который позже назывался Бальдески. Учился у Бартоло и преподавал право в Болонье, Перуджии, Пизе, Флоренции, Падуе и Павии, но больше всего в своём родном городе — Перудже.
Выступал и в роли публициста. Когда в 1378 году умер папа Григорий XI, его бывший ученик, и на папский престол одновременно были избраны два претендента, Бальд дважды выступал в защиту одного из них — папы Урбана VI.
Умер 28 апреля 1400 года.

## Труды
Труды его отличались многосторонностью:
- лекции по римскому и каноническому праву;
- практическое руководство по процессу;
- обширный комментарий к римском праву (Венеция, 1615 г.);
- «Practica iudiciaria» (Лейд., 1515 г.) — по каноническому судопроизводству;
- 5 томов юридических заключений;
- составил статуты для города Павии.

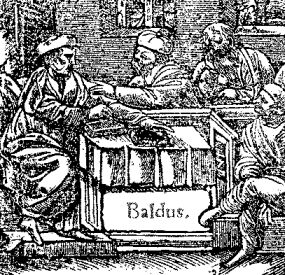
Commentaria in digestum vetus, 1549.
In usus feudorum commentaria, 1580
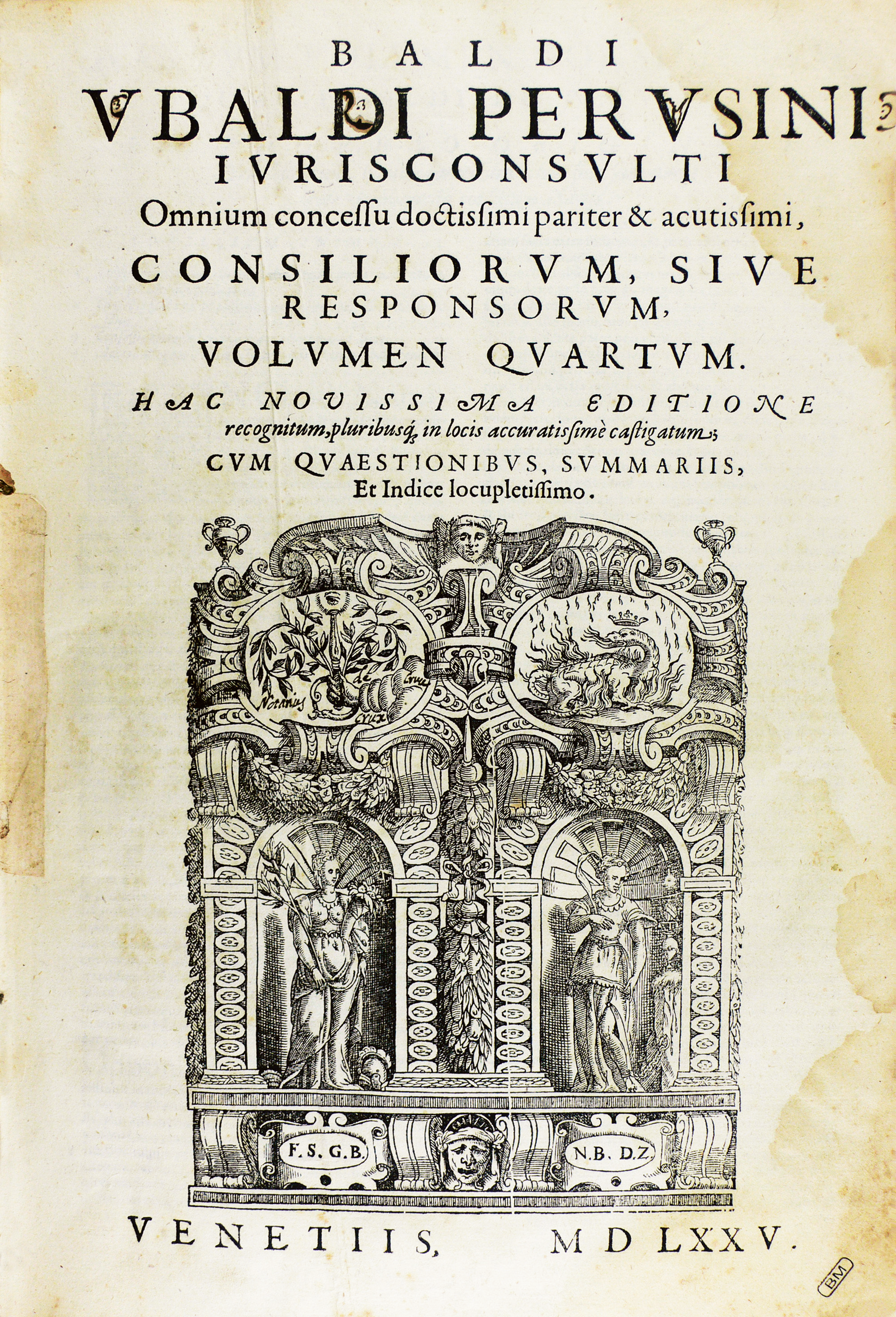
Consiliorum, siue responsorum, 1575